# یادگیری سریع
یادگیری سریع مجموعه‌ای از روش‌های یادگیری است که به رسیدن به درجه بالاتری از یادگیری، بدون کاهش کیفیت درک موضوع می‌پردازد. یادگیری سریع ارتباط تنگاتنگی با تندخوانی دارد اما شامل سایر روش‌های یادگیری مانند مشاهده، گوش دادن، گفتگو، پرسشگری و تفکر می‌شود.
رویکرد کلی استفاده از رویه‌ها یا مجموعه تکنیک‌هایی است که برای ارائه یک مسیر کارآمدتر، برای رسیدن به یک هدف مشخص به کار برده می‌شود. برخی از تکنیک‌ها از زمان‌های قدیم (به عنوان مثال Mnemonics) وجود داشته‌اند در حالی‌که برخی مانند منحنی فراموشی نتیجه تحقیقات اخیر می‌باشد.

## تاریخچه
روانشناسان و متخصصان حوزه آموزش مدت‌ها به دنبال روش‌هایی بوده‌اند که نه تنها کیفیت یادگیری، بلکه درک آموخته‌ها را به شیوه‌ای ارتقا دهد تا در عصر انفجار اطلاعات که مردم نیازمند وفق دادن خود با شرایط جدید می‌باشند خطری زندگی آنها را تهدید نکند.
ظرفیت محدود بشر، منجر به بررسی در مورد نحوه کسب سریع دانش و شیوه مناسب انتشار آن توسط سازمان‌ها شد، این موضوع بخش مهمی از علم مدیریت است. این شیوه به‌طور کلی شامل تقسیم وظایف در جهت کسب دانش و اطلاعات در میان افراد متعدد می‌شود، پس از آن هر یک از افراد تبدیل به یک «کارشناس موضوع» در برخی از حوزه‌های تخصصی، که هر یک زیرمجموعه موضوعاتی بزرگتر است شده و سپس عصاره و چکیده مهم‌ترین یافته‌های آنها در گزارش‌هایی به افراد دیگر سازمان برای بحث و بررسی ارائه می‌شود. این فرایند پالایش ناگزیر منجر به از دست دادن جزئیات می‌شود اما اگر به درستی انجام شود سازمان‌ها یا مدیران را قادر به تصمیم‌گیری‌های درست با ضریب خطای پایین می‌سازد. از سوی دیگر از دست دادن جزئیات به عنوان نادیده گرفتن بخشی از اطلاعات در سازمان ممکن است منجر به تحریف نتایج نیز بشود که می‌تواند پیامدهایی همانند تصمیم‌گیری اشتباه را دربرداشته باشد.